# Soleariya
La soleariya es una soleá con el primer verso hexasílabo y los otros dos endecasílabos. Esta estrofa es de carácter popular.
En el siglo XX también podemos encontrar que sean el primero y el tercero hexasílabos (rimando en cualquier caso entre ellos, claro), mientras que el segundo, que sigue quedando libre en la rima, es de arte mayor, pudiendo tener entre 10 y 12 sílabas. Esta nueva forma de soleariya se atribuye a Manuel Machado.
Llorando, llorando
nochecita oscura, por aquel camino
la andaba buscando.
(Manuel Machado, Soleariyas)
- Datos: Q3964276